# メイ (GUILTY GEAR)
メイ (MAY) は、2D対戦格闘ゲーム「GUILTY GEARシリーズ」に登場する架空の人物。担当声優はこおろぎさとみ。

## 設定
ギアによって滅びたといわれる日本人の数少ない生き残りの少女であり、ジョニーに拾われてから空賊「ジェリーフィッシュ快賊団」の一員となる。快賊団のリーダーであるジョニーの事を考えると目の前が見えなくなり、「ジョニーと全人類を天秤にかけてもジョニーの方が重い」というほどの恋愛暴走娘。
性格は明朗快活。幼い容姿と立ち振る舞いだが、精神的にはしっかりしている。新たに快賊団に入団したディズィーを妹分のように可愛がるなど、面倒見が良い面も見せる。見た目によらず、錨を軽々と持ち上げるほどの怪力である。
また日本人の中でも特に重要な存在らしく、GGXXのストーリーモードでは驚異的な力の片鱗を覗かせている。服装は海賊帽を身に着け、シリーズを通してオレンジと黒を基調としたノースリーブのデザイン。『Xrd』では、ノースリーブがヘソ出しになり、これまで履いていた黒タイツが7分丈のズボンへ変更されるなどのマイナーチェンジが施された。「はげ」が嫌いで、見えなくても近くにあるだけで寒気がするらしい（ファウストなど）。
年齢不詳だが本人は知っているらしく『Xrd』でチップに教えて驚かれている。
名前の由来は英語の暦「MAY」から。ジェリーフィッシュ快賊団は団員全員が暦で命名されている。

## ストーリー
GUILTY GEAR
幼い頃に身寄りを亡くし、快賊であるジョニーに拾われたメイ。以降ジョニーと共に快賊として生活し、いつしか彼女はジョニーに対して恋愛感情を抱く。だが、そんなある日、ジョニーは警察に連行されてしまう。なんとかジョニーを助けるべく救出作戦を構成していたが、友達であるエイプリルが聖騎士団選考武道大会の情報をもってきた。それは優勝すればどんな願いでも叶えてくれるという内容で、罪を犯さなくてもジョニーを助けられるとわかり、彼女は大会出場を決意する。
GUILTY GEAR X
大会中にジョニーは自力で脱出して無事再会することに成功した。ジョニーへのプレゼントを買う為のお金として、都合よく賞金首の情報をかぎつける。だが、そんな折に自分の素性について少し近づくことになる。
GUILTY GEAR XX
甲板にてエイプリルと世間話を楽しんでいる最中、突然イノが現れ襲ってくる。その場は何とか撃退するものの、ディズィーが甲板から落とされてしまい、その後を追うことになる。
GUILTY GEAR Xrd -SIGN-
ジョニーと一時的に別れた状態から彼女の物語は語られる。「ラムレザル＝ヴァレンタイン」による人類への宣戦布告が発表されたのと殆ど同じタイミングで体調に違和感を覚えるようになったメイは、違和感の元が彼女であると判断し、違和感の元であり世を困らせる悪人であるラムレザルを倒す為、ジョニーの断りなく彼女の元へ舵を切る。そしてチップ・ザナフとの交流を経てラムレザルの元へ辿り着き、そこで自身が日本人である事を彼女から聞かされた事で初めて知る。メイは日本人とは何かと聞くが、ラムレザルは詳細を話さず「奇病のようなもの」と話しメイは激しく動揺し、それが伝染すると考えて下船してしまい、夜の山の中で彷徨っていた所をチップによって救われ、ジョニー達と再会する事になった。
GUILTY GEAR Xrd -REVELATOR-
前作の「ゆりかご事件」の後にジョニーと合流したメイは、自ら発症しかけた病の原因究明を受けるべく琴慧弦とファウストの合流地点であるジャパニーズコロニーへと向かう。しかし折しも現地でイリュリア連王国第二連王のレオと鉢合わせしてしまい、（表面上では）指名手配犯として逮捕されかけてそのままレオと戦闘する羽目になってしまう。

## ゲーム中の性能
判定の強い技を振り回し、当たるなりダウンを奪うなりすれば、そこからダメージを取るという非常にシンプルなキャラクター。
起き攻めもシンプルだが返され辛く、連続技も難しいものの非常に威力が高い。またパワータイプの中では、ダッシュが素早い。
弱点は技の発生が遅い事、防御力がやや低めな事、リーチが短い事、切り返しに弱い事。
GOLDモードでは「拍手で迎えてください」が常時MAXの2倍値となる。

## 技の解説

### 必殺技
イルカさん・横 / 縦 [GGX〜] (FRC)　（⇒イルカさん頑張って）
召喚した「イルカさん」に乗って横はほぼ真横に、縦は軌道の高い放物線を描いて突進する技。
主に連続技に使用される。
レスティブローリング [GGX〜,EX] (FRC) （⇒方向転換）
錨につかまり、回転しながら突進する攻撃。
方向転換
レバー入力で移動方向を変えることが出来る。

拍手で迎えてください [GGX〜,EX] (FRC)（⇒イルカ搭乗）
画面上部にフープを設置し、そこからイルカが飛び出てくる。ためることでイルカが増えていく（最大6匹）。
設置位置は4種類。
イルカ搭乗 [Xrd] （空中専用）
「拍手で迎えてください」で呼び出したイルカに空中で接触することでそのイルカに搭乗、「イルカさん・横」のように突進する。

オーバーヘッド・キッス [GGX〜]
相手を掴み、飛び上がりながらオーバーヘッドキックで相手を吹っ飛ばす投げ技。ヒット後追撃可能。
アクアローリング [GG,EX]
前方に回転ながら突進する。
山なりアクアローリング [GG,EX] (FRC)
山なり軌道を描くアクアローリング。
ミストファイナー [GG,EX]
GGX以降は居合い斬りのようなモーションで錨を振り抜く。その際、ハート型のエフェクトが現れる。
溜めることで威力を上げることができ、また途中で通常状態に戻ることも可能。
お見逃しなく [Xrd]（⇒ボールジャンプ）
召喚したラッコがボールを放り投げる。ボールは放物線を描いて飛んでいく。
ボールジャンプ (空中専用)
空中のメイがラッコの投げたボールの近くにいる場合、そのボールを足場にジャンプする。

燕穿牙？ [Xrd] (空中専用)
碇を振り上げた後バランスを崩したメイが相手と共に地上に落下する。ジョニーの「燕穿牙」の真似。
MU・RO・FU・SHI [EX]
ハンマー投げのようにぐるぐる錨を回す技。ボタンを押しっぱなしにすることで持続するが、長く続けすぎると目を回して硬直が発生する。
ジャックハウンド[EX]
低く飛んでボディプレスをする。

### フォースブレイク
イルカさん頑張って [ΛC]
イルカから途中で降りてイルカのみを突撃させる技。
じゃっくはうんど[ΛC]
低く飛んだ後にボディプレスをする技。中段判定でダウン状態の相手にもヒットする。

### 覚醒必殺技
メイダイナミック [GG,EX]
ジャンプして着地と同時に錨を地面に叩きつける技。
究極のだだっこ [GGX〜]
錨をぐるぐると振り回す技。出始めに長い無敵時間がある。『Xrd』では両腕をぐるぐる振り回すモーションに変化され、錨は使用していない。
超絶悶絶きりもみ大旋風 [XX〜] （⇒デラックス五所川原ボンバー）
ハンマー投げのようなモーションで錨を振り回す。
デラックス五所川原ボンバー
傷だらけの鯱「五所川原さん」を召喚して突撃させる技。

グレート山田アタック [GGX〜]
自分の背後側の画面端からピンクのクジラ「山田さん」を召喚してぶつける技。
グレート山田アタック(裏) [EX]
自分と反対の画面端から「山田さん」を呼び出す技。

### 一撃必殺技
飛んでっちゃえ！[GG]
相手を掴んで、上空へ放り投げる技。彼女のみ、“DESTROYED”の表記が「ですとろい！」に変更されている。
メイと愉快な仲間達 [GGX〜]
相手を空中に持ち上げ叩きつけた後、快賊団のメンバーが次々と踏んでいく一撃必殺技。他のキャラクターの一撃必殺とはコマンドが異なる。彼女のみ“DESTROYED”の表記がイルカのイラストが添えられたポップなものになっている。
『XX』以降、相手がディズィー以外の場合のみディズィーが演出に加わりヒット数が増える。
そしてさらば。 [Xrd〜]
碇の振り下ろしがヒットすると演出に移行、タコ殴りにして気絶させた相手をMAY SHIPの主砲に詰め込み、発射する。彼女のみ“DESTROYED”の表記が星が添えられたポップなフォントになっている（文末に「!」も加えられている）。
詰め込まれた相手のリアクション台詞は各キャラクターごとに3種類用意されており、大抵は台詞を言い終わる前に発射されている。なお、対ジョニーにのみ専用の台詞がある。

## テーマミュージック
- Unidentified Child（GG）
- Blue Water Blue Sky（GGX〜GGXXΛC）
- Starry Story（Xrd）

## ステージ
- 飛空船と思われる船（GG）
- MAY SHIP（GGX〜）
- MAY BEACH：メイビーチ（ISUKA）
- May Ship II[1]（Xrd）

## その他
- 初期設定の名前の表記は五月（メイ）、年齢は18歳と定まっていて、武器はボヘミアンという巨大な斧だった。また武器の名の由来は、QUEENのナンバー「BOHEMIAN RHAPSODY」（ボヘミアン・ラプソディ）から。
- ミストファイナーなどの必殺技はジョニーの見よう見まね。放つ際「ジョニー直伝」と叫ぶが、ジョニーは教えたつもりはない。
- ステージ背景の快賊団のメンバーの外見はモチーフがある作品が多く、『GGXX』〜『＃RELOAD』では「モーニング娘。」、『ΛCORE』では『涼宮ハルヒの憂鬱』、『Λ CORE PLUS R』では『魔法少女まどか☆マギカ』の女性キャラクター達となっている[要出典]。
- メイが勝利した後に登場する団員は親友のエイプリル。他の団員も一撃必殺時に続々と登場している。シリーズに共通して一撃必殺技を締める巨体の女性は料理長のリープであったが、『Xrd』から別の一撃必殺に変更された。
- 『GGXX#R』(PSP)のオマケ特典映像の中で、字幕はあるが唯一日本語で喋っている事が確認できる（他の登場キャラクターは全員字幕で英語になっている）。
- 技の一つである「MU・RO・HU・SHI」の元ネタは、ハンマー投げ元日本代表の「室伏広治」である[要出典]。